# Obsjtina Kajnardzja
Obsjtina Kajnardzja (bulgariska: Община Кайнарджа) är en kommun i Bulgarien.   Den ligger i regionen Silistra, i den nordöstra delen av landet, 400 km öster om huvudstaden Sofia.
Obsjtina Kajnardzja delas in i:
- Golesj
- Zarnik
- Sredisjte
- Posev

Följande samhällen finns i Obsjtina Kajnardzja:
- Kajnardzja

Trakten runt Obsjtina Kajnardzja består till största delen av jordbruksmark. Runt Obsjtina Kajnardzja är det glesbefolkat, med 18 invånare per kvadratkilometer.